# Argyrosticta bellinita
Argyrosticta bellinita är en fjärilsart som beskrevs av Achille Guenée 1852. Argyrosticta bellinita ingår i släktet Argyrosticta och familjen nattflyn. Inga underarter finns listade i Catalogue of Life.